# Вільчинець (Великопольське воєводство)
Вільчинець (пол. Wilczyniec, нім. Friedrichsdorf) — село в Польщі, у гміні Яроцин Яроцинського повіту Великопольського воєводства.
Населення — 74 особи (2011).
У 1975-1998 роках село належало до Каліського воєводства.

## Демографія
Демографічна структура станом на 31 березня 2011 року:
|          | Загалом | Допрацездатний вік | Працездатний вік | Постпрацездатний вік |
| -------- | ------- | ------------------ | ---------------- | -------------------- |
| Чоловіки | 34      | 3                  | 29               | 2                    |
| Жінки    | 40      | 13                 | 21               | 6                    |
| Разом    | 74      | 16                 | 50               | 8                    |